# 曾俊臣

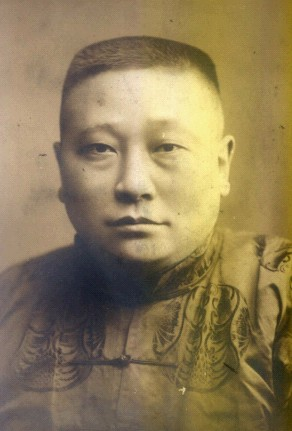
曾俊臣

曾俊臣（1888年9月6日—1964年7月6日），族名臣勋、号正然，四川威远人，民国时期的“烟土大王”。
曾俊臣幼时起便在盐场当学徒，20岁时被派往泸州作庄客。1912年，他辞去了庄客工作，开始自营荣记粮店。1914年，他开办了当时泸州最大的“大餐楼”餐馆。1920年，他同胡绍章等合伙开办了“复兴荣”盐号，同时在重庆设立了分号。后来他结织留学德国回来的税西恒，在其影响下于1922年同温筱泉、梁云程等建立了泸州济和水力发电厂，并出任首席董事。
1924年，曾俊臣将复兴荣泸州总号迁往重庆，于次年被推举为重庆盐帮公所会长。期间他与地方官僚军阀交往甚密，1928年时经营楚岸盐额已达三百余傤（一傤即93600斤），成为了其时中国最大的盐业运输商。同时，他还与税西恒创立了蜀益烟厂，生产销售“青天牌”、“大佛牌”卷烟。1930年王缵绪出任四川盐运使后，曾俊臣与其结怨。在王从中作梗之下，复兴荣最终破产。此后，他曾担任潘昌猷复楚盐号宜昌、沙市分号的经理，并在重庆开办了“富丰”盐号。
1935年四川省政府开始公开承召鸦片烟商，曾俊臣与李春江、石竹轩一同开办“鑫记”土行，出任总经理，开始了鸦片烟贩销业务。经营两年多后，鑫记已获得两百万暴利，曾俊臣也被推举为重庆特业公会会长。1937年土行被官方取消、开始实行统收统销，鑫记也因此停业。不过因为官营为各方所反对，1938年曾俊臣与周云章、王政平等十多家土行合并，改组成立“庆康”土行。当时的庆康基本垄断了西南的烟土行业，曾俊臣也被称为“鸦片大王”。1939年国民政府宣布烟土冻结后，庆康终于歇业。
此后，曾俊臣又与邓起人、李懋卿等集资重新开办蜀益烟草公司，其生产的“主力舰牌”、“金钱牌”香烟曾十分畅销。但后来众多烟厂迁来重庆、竞争愈发激烈，最终于1948年倒闭，后被重庆卷烟厂合并。期间，他还曾任重庆胜利银行总经理，但也因货币贬值等原因难以为继。中华人民共和国成立后，曾俊臣进入重庆工商联。1964年他在重庆逝世，终年76岁。